# Sint-Jozefscollege (Aalst)
Het Sint-Jozefscollege (externaat en internaat) is een katholiek Vlaams jezuïetencollege gelegen in Aalst en biedt al meer dan 400 jaar kwaliteitsvol onderwijs: ‘Traditie met toekomst’. De patroonheilige van het college is Sint-Jozef. 
Vanuit de Ignatiaanse inspiratie en met een hoopvolle blik op de toekomst, helpt het Sint-Jozefscollege zijn leerlingen groeien dankzij een warme zorg, een bruisend collegeleven en een degelijke brede vorming. 
Leerlingen kunnen hier kiezen uit het volledige aanbod aso-richtingen (domeinoverschrijdende doorstroomrichtingen). In de eenentwintigste eeuw volgden jaarlijks meer dan 1000 jongens en meisjes de lessen aan dit college, dat op zijn wetenschapscampus beschikte over gespecialiseerde lokalen voor biologie, fysica en scheikunde.

## Geschiedenis
In 1620 kwam een communauteit van twee, weinig later van zeven jezuïeten zich in Aalst vestigen. In een door de stad voor hen gehuurd huis in de Nieuwstraat, begonnen ze les te geven op 27 maart 1620. Het ging om het eerste jaar middelbaar, de scola elementaria. In 1622 kochten ze grond aan de Pontstraat in Aalst en bouwden er schoollokalen langs de Pontstraat (vijf klaslokalen en een aula) en daar achter een huis voor de paters. Ze konden voortaan de volledige cyclus van de humaniora aanbieden.
Van 1709 tot 1730 werd een zaalkerk met barokke voorgevel bijgebouwd. De ontwerper was pater Jan Boele, econoom van het college.
Na de afschaffing van de jezuïetenorde in 1773, werden de gebouwen verder als school gebruikt, onder de benamingen:
- Theresiaans College en Landspensionaat (1773-1794),
- Collège municipal (1794-1813),
- Gymnasium Alostanum (1815-1830), achtereenvolgens bisschoppelijk college (1815-1825) en stedelijk college (1825-1830).

Het complex met internaatshuisvesting werd gebouwd in 1778.
Vanaf 1831 waren de jezuïeten terug in Aalst en namen ze opnieuw de leiding van het Sint-Jozefscollege op zich.
Het college werd voortdurend uitgebreid en verbouwd. In 1997 werden de achttiende-eeuwse gedeelten van het schoolcomplex beschermd als monument.

## Rectoren
- Constant Van Crombrugghe (1789-1885)
- Jean-Baptiste Boone s.j. (1794-1871)
- Prosper Coppens d'Eeckenbrugge s.j. (1801-1870)

## Leraars
- Joseph-Olivier Andries (1796-1886)
- Evarist Bauwens s.j. (1853-1937)
- Stefaan de Clippele s.j. (1892-1959)
- Emiel Fleerackers s.j. (1877-1948)
- Adhemar Geerebaert s.j. (1876-1944)
- Marcel Schurmans s.j. (1909-1989)
- Desideer Stracke s.j. (1875-1970)
- Lode Taeymans s.j. (1874-1937)
- André Van Iseghem s.j. (1799-1869)
- Jozef Van Opdenbosch s.j. (1892-1944)
- Antonius van Torre s.j. (1615-1679)

## Oud-leerlingen

### Achttiende eeuw
- Ferdinand Lenaert (1721-1779), griffier en raadpensionaris van Aalst
- Jean Jacques Philippe Vilain XIIII (1712-1777), politicus en hervormer

### Negentiende eeuw
- Isidoor Bauwens (1855-1918), arts
- Hendrik Frans Bracq (1804-1888), bisschop van Gent
- Victor Brants (1856-1917), hoogleraar
- Adolf Daens (1839-1907), priester
- Leon de Bethune (1864-1907), volksvertegenwoordiger
- Victor De Buck s.j. (1817-1876), bollandist
- Jean-Joseph De Cloet (1794-1855), uitgever, auteur
- Jozef De Cock, (1877-1944), priester, schrijver
- Pieter-Jan De Smedt s.j. (1801-1873), missionaris
- Albert Liénart (1840-1871), volksvertegenwoordiger
- Charles Liénart (1848-1921), senator
- André Ruyters (1876-1952), bankier, letterkundige
- François Schollaert (1817-1879), volksvertegenwoordiger
- Emile Tibbaut (1862-1935), volksvertegenwoordiger, voorzitter van de Kamer
- Gustave Van der Smissen (1854-1925), volksvertegenwoordiger

### Twintigste eeuw
- Henri Carton de Wiart (1869-1951), eerste minister
- Jozef Crick (1890-1965), letterkundige
- Koen De Graeve (1972- ), acteur
- Jean-Luc Dehaene (1940-2014), eerste minister
- Paul De Keersmaeker (1929-2022), minister
- Paul de Mont (1895-1950), senator
- Louis De Sadeleer (1852-1924), volksvertegenwoordiger, senator
- Dirk De Witte (1934-1970), schrijver
- Maurice De Wulf (1867-1947), hoogleraar
- Christoph D'Haese (1967- ), burgemeester Aalst
- Gery Helderenberg (1891-1979), dichter, priester
- Herman Le Compte (1929-2008), arts
- Morris (Maurice De Bevere) (1923-2001), stripauteur
- Ludovic Moyersoen (1904-1992), minister
- Romain Moyersoen (1870-1967), minister
- Herman Rasschaert s.j. (1922-1964), martelaar
- Joseph Sebrechts (1885-1948), chirurg
- Hendrik Seghers (1930- ), ondernemer
- Koen Stassijns (1953- ), dichter, poëzievertaler, docent literaire creatie
- Piet Thomas (1929- ), hoogleraar
- Bruno Tuybens (1961- ), Belgisch staatssecretaris
- Prosper Thuysbaert (1889-1965), burgemeester
- Urbanus (Urbain Servranckx) (1949- ), cabaretier, zanger en acteur
- Andries Van den Abeele (1935- ), ondernemer
- Octave Van den Storme (1899-1987), senator
- Rudolf Van de Perre (1934- ), germanist, essayist, dichter
- Herman Van Molle (1956- ), presentator bij de VRT
- Piet Vanthemsche (1955- ), voorzitter Boerenbond
- Stijn Verbeeck (1931-2014), schrijver